# Chichester Parkinson-Fortescue, 1. Baron Carlingford

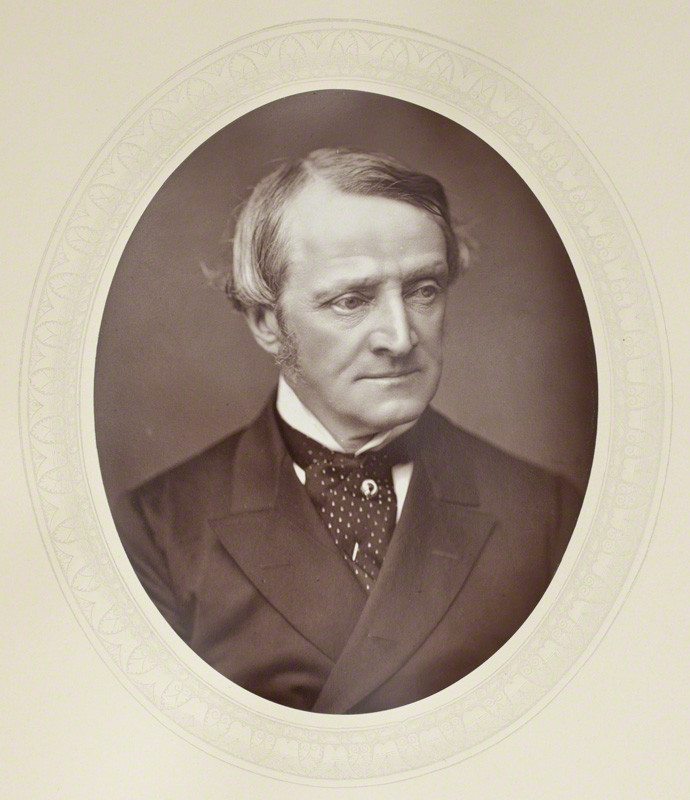
Chichester Parkinson-Fortescue, 1. Baron Carlingford

Chichester Samuel Parkinson-Fortescue, 2. Baron Clermont, 1. Baron Carlingford KP PC (Geburtsname: Chichester Samuel Fortescue; * 18. Januar 1823 in Glyde, County Louth, Irland; † 30. Januar 1898 in Marseille, Frankreich) war ein britischer Politiker der Whigs sowie später der Liberal Party, der 27 Jahre lang den Wahlkreis Louth als Mitglied im House of Commons vertrat, zwei Mal Chief Secretary for Ireland und zwischen 1871 und 1874 Handelsminister (President of the Board of Trade) war. Darüber hinaus fungierte er zwischen 1873 und 1892 als Lord Lieutenant der Grafschaft Essex. 1874 wurde er als Baron Carlingford in den erblichen Adelsstand (Hereditary Peerage) erhoben und gehörte dadurch bis zu seinem Tod dem House of Lords als Mitglied an. Er bekleidete ferner von 1881 bis 1885 das Amt des Lordsiegelbewahrers und war zudem zwischen 1883 und 1885 auch Lord President of the Council. 

## Leben

### Familiäre Herkunft und Studium
Fortescue war das vierte von fünf Kindern sowie der zweite Sohn von Oberstleutnant Chichester Fortescue, der 1800 für einige Monate Mitglied des Irish House of Commonswar, sowie dessen Ehefrau, der Anwaltstochter Martha Angel Hobson.
Sein älterer Bruder Thomas Fortescue, war kurzzeitig von 1840 bis 1841 Abgeordneter des Unterhauses und wurde 1852 zunächst in der Peerage of Ireland zum Baron Clermont, of Dromisken in the County of Louth, erhoben, ehe er 1866 in der Peerage of the United Kingdom zum Baron Clermont, of Clermont Park in the County of Louth, erhoben und dadurch Mitglied des House of Lords wurde. Seine jüngste Schwester Harriet Angelina Fortescue war die Ehefrau von David Urquhart of Braelangwell, der unter anderem zwischen 1852 und 1857 Mitglied des House of Commons war.
Er selbst begann am 26. Mai 1841 ein Studium am Christ Church, das er 1845 mit einem Bachelor of Arts (B.A.) beendete. Ein darauf folgendes dortiges postgraduales Studium schloss er 1847 mit einem Master of Arts (M.A.) ab.

### Unterhausabgeordneter und Juniorminister
Unmittelbar nach Abschluss des Studiums wurde Fortescue als Kandidat der Whigs am 29. Juli 1847 erstmals zum Mitglied des House of Commons gewählt und vertrat in diesem bis zum 31. Januar 1874 fast 27 Jahre lang den Wahlkreis Louth. 
Während dieser Zeit übernahm er von 1854 bis 1855 sein erstes Regierungsamt in der Regierung von Premierminister George Hamilton-Gordon, 4. Earl of Aberdeen, und zwar als einer der Lord of the Treasury, eine untergeordnete Funktion im Schatzamt zur Unterstützung des Schatzkanzlers. In der darauf folgenden ersten Regierung von Premierminister Henry Temple, 3. Viscount Palmerston wurde er im Juni 1857 Nachfolger von John Ball als Unterstaatssekretär im Kolonialministerium (Under-Secretary of State for the Colonies). Dieses Amt übte er bis zum Ende von Palmerstons Amtszeit am 20. Februar 1858 aus.
Nachdem Viscount Palmerston am 12. Juni 1859 erneut Premierminister wurde, übernahm Fortescue abermals das Amt des Unterstaatssekretärs im Kolonialministerium und bekleidete dieses bis zum 7. Dezember 1865. Während dieser Zeit änderte er seinen Namen rechtmäßig in Chichester Samuel Parkinson-Fortescue.

### Chief Secretary for Ireland, Handelsminister und Lord Lieutenant von Essex

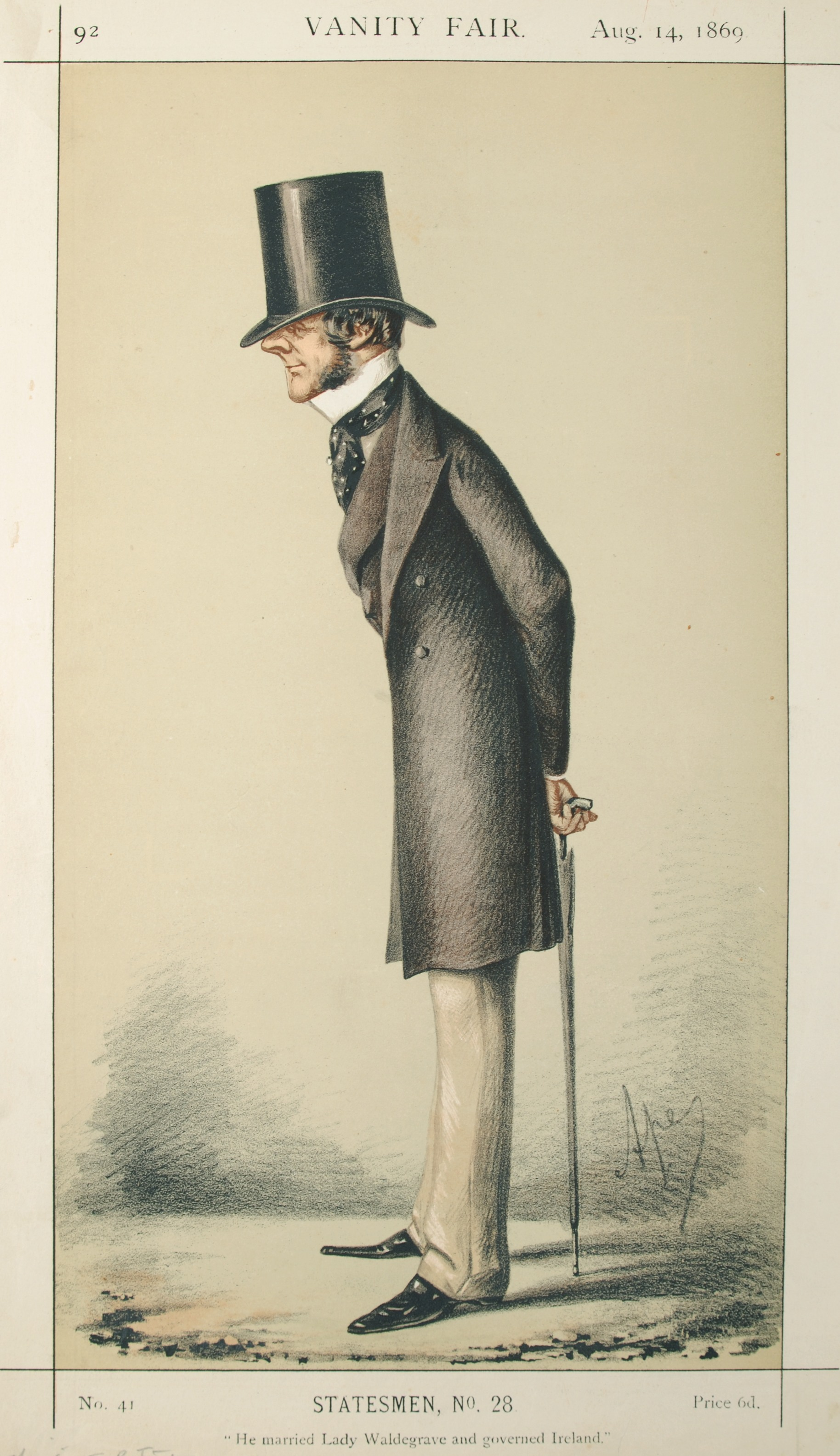
Chichester Parkinson-Fortescue in einer Karikatur in der Zeitschrift Vanity Fair vom 14. August 1869

Palmerstons Nachfolger als Premierminister John Russell, 1. Earl Russell ernannte Parkinson-Fortescue daraufhin am 7. Dezember 1865 zum Nachfolger von Sir Robert Peel, 3. Baronet erstmals zum Chefsekretär für Irland (Chief Secretary for Ireland). Als solcher übernahm er nach dem Lord Lieutenant of Ireland die Schlüsselstellung innerhalb der britischen Verwaltung von Irland ein und verblieb auf diesem Posten bis zum Ende der Amtszeit des Earl Russell am 26. Juni 1866. Am 13. Januar 1866 wurde er auch Mitglied des Privy Council von Irland.
Nach dem Amtsantritt von Premierminister William Ewart Gladstone am 3. Dezember 1868 ernannte dieser Parkinson-Fortescue am 16. Dezember 1868 erneut zum Chief Secretary for Ireland und versah dieses Amt bis zu seiner Ablösung durch Spencer Cavendish, Marquess of Hartington am 12. Januar 1871.
Er selbst wurde daraufhin am 14. Januar 1871 von Premierminister Gladstone als Nachfolger von John Bright zum Handelsminister (President of the Board of Trade) in dessen erstes Kabinett berufen und gehörte diesem bis zum Ende von Gladstones Amtszeit am 17. Februar 1874 an.
Neben seinem Ministeramt übernahm Parkinson-Fortescue am 4. September 1873 von Sir Thomas Western, 1. Baronet auch die Funktion als Lord Lieutenant von Essex. Er übte dieses Amt als Vertreter von Königin Victoria bis zu seiner Ablösung durch John William Strutt, 3. Baron Rayleigh am 2. Februar 1892 aus.

### Oberhausmitglied, Lordsiegelbewahrer und Lord President of the Council
Durch ein Letters Patent vom 28. Februar 1874 wurde Parkinson-Fortescue als Baron Carlingford, of Carlingford in the County of Louth, in der Peerage of the United Kingdom in den erblichen Adelsstand (Hereditary Peerage) erhoben und war damit bis zu seinem Tod Mitglied des House of Lords.
Am 2. Mai 1881 ernannte Premierminister Gladstone ihn als Nachfolger von George Campbell, 8. Duke of Argyll zum Lordsiegelbewahrer (Lord Privy Seal) in dessen zweiter Regierung. Er übte dieses Ministeramt bis Februar 1885 aus und wurde dann von Archibald Philip Primrose, 5. Earl of Rosebery abgelöst. Am 11. April 1882 wurde er zum Ritter des Ordens von St. Patrick geschlagen.
Neben seiner Funktion als Lordsiegelbewahrer übernahm Baron Carlingford am 19. März 1883 von John Spencer, 5. Earl Spencer auch das Amt als Lordpräsident des Kronrates (Lord President of the Council) in Gladstones Regierung und hatte dieses bis zum 24. Juni 1885 inne.
Nachdem sein Bruder Thomas Fortescue am 29. Juli 1887 kinderlos verstarb, erbte er von diesem den zur Peerage of Ireland gehörenden Titel als 2. Baron Clermont, of Dromisken in the County of Louth, während dessen zur Peerage of the United Kingdom gehörende Titel des Baron Clermont, of Clermont Park in the County of Louth, erlosch.

### Ehe
Chichester-Parkinson war seit dem 20. Januar 1863 mit Frances Elizabeth Anne Braham verheiratet, der Tochter des bekannten Tenors John Braham. Er verstarb am 30. Januar 1898 in Marseille an den Folgen einer Influenza und wurde nach seiner Überführung am 5. Februar 1898 in Chewton Mendip beigesetzt. Da auch er kinderlos verstarb, erloschen seine Adelstitel.